# Poppelau (Ratsgeschlecht)

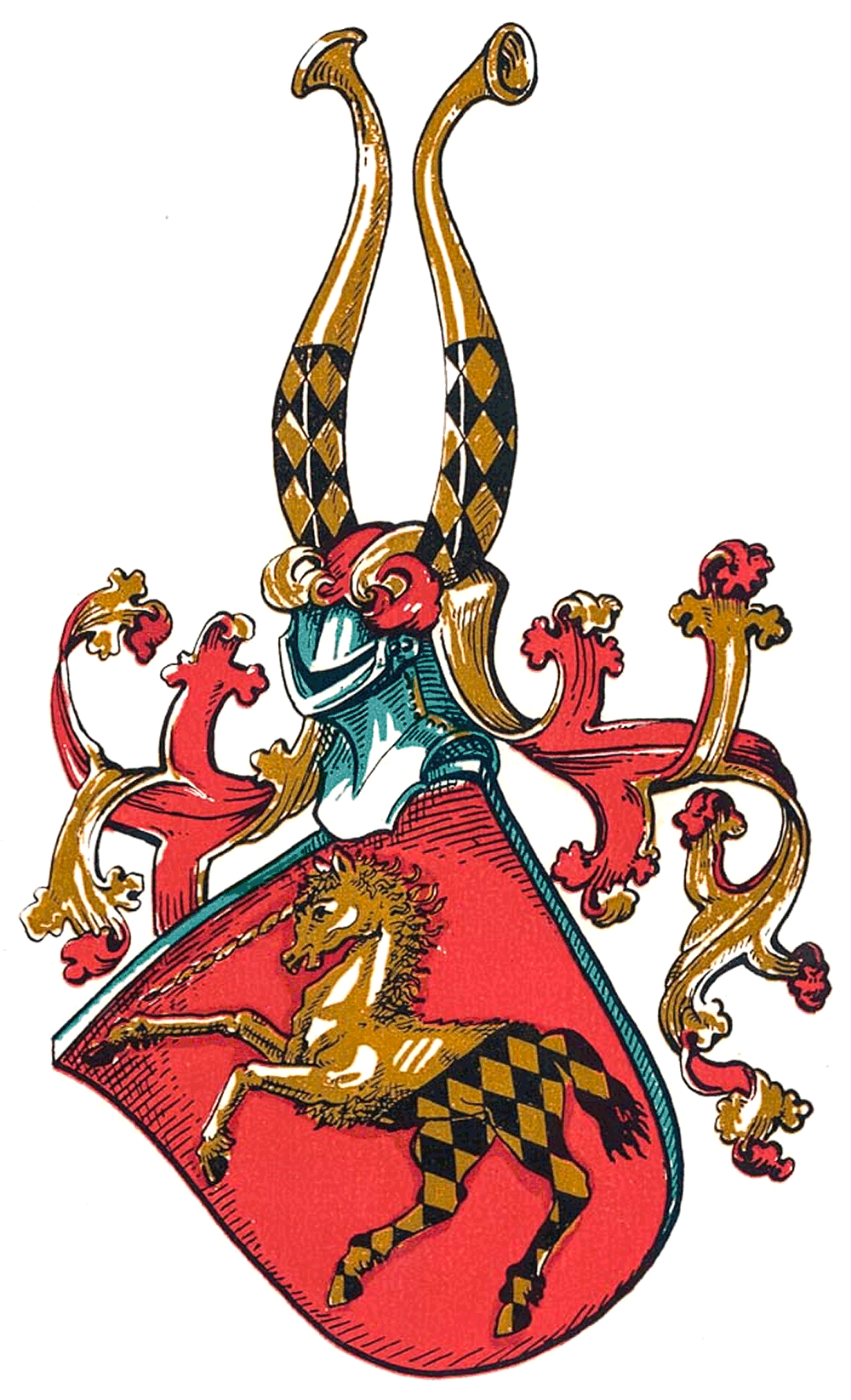
Wappen des Geschlechts von Poppelau (Rudolf Stein)

Poppelau, auch Popplau, Popplaw, Popelow und Poppel, war der Name eines ritterlichen Breslauer Stadtgeschlechts, das vom 14. bis ins 16. Jahrhundert u. a. in den Herzogtümern Liegnitz und Breslau zu großem Besitz gelangte. Mehrere Genealogen zählten es zu den „vornehmsten ... Geschlechtern“ in Schlesien.

## Geschichte

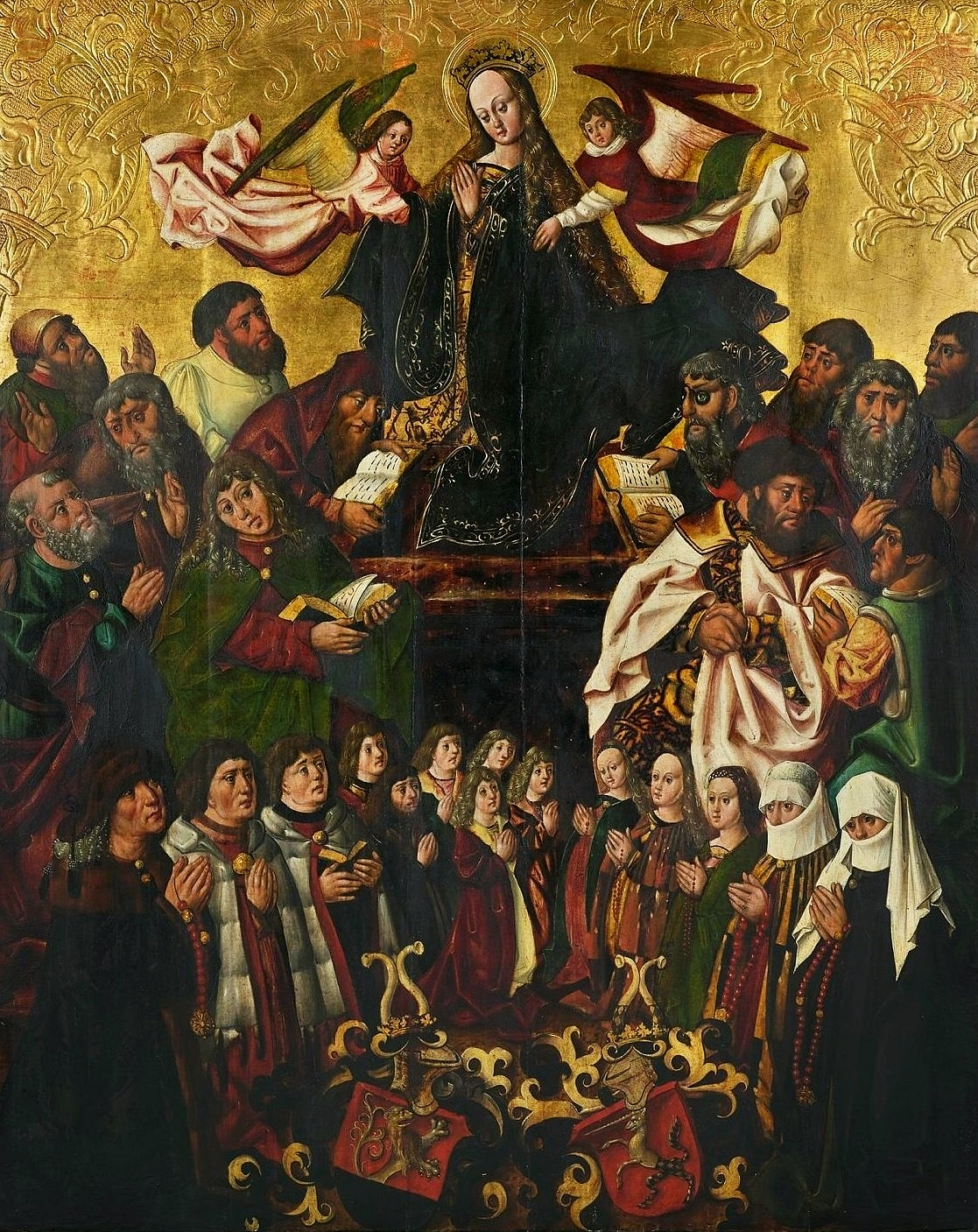
Epitaph (Holztafel) in der Breslauer Elisabethkirche

- Erstes überliefertes Glied der Stammreihe ist Caspar Poppelau (auch Kaspar), ein „königlicher Mann des Fürstenthums Breslau“ in den Jahren 1387 bis 1393. Er stammte aus Liegnitz. Nach Ansicht von Witzendorf-Rehdigers stammt das Geschlecht aus Pfaffendorf „vor den Toren von Liegnitz“,[1] das auch einmal Poppelau geheißen haben soll. Oskar Puschs ausführliche Genealogie hält die Frage der Herkunft für „nicht mehr [zu] klären“. Seine Söhne Niclas und Paul pflanzten das Geschlecht weiter fort, seine Söhne Hans und Andreas, Liegnitzer Schöffe bzw. Bürger, wurden 1428 ermordet, das allerdings auch Niclas’ Todesjahr ist.
  - Niclas (auch Niklas, Nickel, Nikolaus; †  9. Oktober 1428) war nach Ansicht verschiedener Autoren der älteste Sohn Caspars. Petry widersprach dem. Niclas heiratete möglicherweise 1408 in erster Ehe Benigna, eine Tochter des Breslauer Kanzlers Stanislaus („Stenzel“) Wüstehube, in zweiter Ehe eine Agnes, nicht überlieferten Nachnamens. Pusch hielt die erste Ehefrau angesichts der Jahreszahlen nicht für möglich. Niclas war Ratsherr in Liegnitz, wanderte nicht aus. Er hatte acht Kinder* Barbara, Kaspar, Alexius, Hans, Paul, Martha, Nickel und Jeronymus.
    - Barbara, eine Tochter Niclas’ verblieb in Liegnitz und gehörte einer Handelsgesellschaft mit ihren nach Breslau ausgewanderten Brüdern an.[2] Sie heiratete Nikolaus Krebil († vor 1435), Liegnitzer Ratsherr und Mitglied der familiären Handelsgesellschaft. Er lebte zeitweise in Breslau. Nach dem Tod ihres Mannes heiratete Barbara den Liegnitzer Ratsherren Nikolaus Horspitze.
      - Peter Krebil war ein Sohn Barbaras und Nikolaus Krebils. Seit 1452 beteiligte er sich an der Handelsgesellschaft und leitete sie, nachdem ihr Gründer Hans, Peters Onkel, im Jahr 1455 verstorben war. 1473 wurde Peter Ratspräses und damit auch Landeshauptmann des Fürstentums Breslau.

    - Kaspar († 1449), ein Sohn seines gleichnamigen Vaters, fand nicht viel Erwähnung in den Geschichtsbüchern.
    - Alexius († 3. Oktober 1429) ist mehrmals in Liegnitzer Urkunden erwähnt und wurde bei St. Peter und Paul in Liegnitz begraben.
    - Hans der Ältere (* in Liegnitz; † 18. Mai 1455 in Breslau) war Gründer der familiären Handelsgesellschaft, nachdem er am 26. Mai 1433 sein Bürgerrecht in Liegnitz aufgegeben hatte. Fast alle seine Geschwister, insbesondere Martha, nahmen an seiner Handelsgesellschaft Teil, häufig auch verschwägerte Familienmitglieder. Es wurde beispielsweise mit Öl, Goldschmiedewaren, Schönwerk (vergleiche Feh) und Leder über Böhmen, Mähren, Thorn, Frankfurt (Oder), Österreich, Bayern, Stettin und Stralsund gehandelt. 1437 kaufte sich Hans ein Haus gegenüber dem Schweidnitzer Keller und im Jahr 1446 das sogenannte Greifenhaus am Ring, das er bis 1460 oder zumindest bis zu seinem Lebensende im Jahr 1455[3] besaß. Er heiratete am 21. Mai 1434 Hedwig Ungeraten, eine Tochter des Ritters und Breslauer Ratsherren Caspar Ungeraten und der Anna Sachse. Dieser Ehe entstammten sechs Kinder* Hedwig, Magdalene, Agnes, Caspar, Nikolaus und Katharina.
      - Hedwig (* 1435), Tochter Hans des Älteren, war verheiratet mit Hans von Bank († 1464).
      - Agnes und Magdalene gingen mit einer finanziellen Abfindung ihres Vaters ins Kloster Liebenthal, Magdalene wurde Äbtissin.
      - Über Caspar (* 1436; † 28. März 1499) erblühte eine reiche Nachkommenschaft mit 11 Kindern, von denen besonders auch Hans d. J. viele Nachkommen hatte. Caspar war ein reicher, königlicher und angesehener Breslauer Schöffe in den Jahren 1472, 1483–1490 und 1492–1499. 1491 war er Konsul. Caspar habe das Recht Breslaus im Mittelalter gekannt wie kein anderer. Hans des Jüngeren Geschwister Hieronymus, Nikolaus und Georg starben der Annahme nach früh zwischen 1492 und 1499. Seine überlebenden Geschwister hießen Thomas, Agnes, Klara, Magdalene, Hedwig, Anna und Katharina.
        - Hans d. J. († 1537) ist der einzige der Nachkommen seines Urgroßvaters Nikolaus, der seinen Familiennamen durch eigene Nachfahren verbreitete. Er studierte zunächst 1492 an der Universität Krakau und Schloss 1494 als Baccalaureus ab. Da Thomas, sein einziger noch lebender Bruder taubstumm war, übernahm Hans das Handelsunternehmen seines verstorbenen Vaters. Unterstützt wurde er dabei von Kaspar Rotichen, dem Enkel seiner Großtante Martha. Die „schwere[n] handelspolitische[n] Konflikte Breslaus“, auch im Zusammenhang mit dem Erstarken des polnischen Handels, schränkte sein Geschäft vermutlich ein. In den 1510er Jahren löste er, seine Schwestern und ihre Ehemänner einige Partnerschaften auf, was bis zur Auflösung der gesamten Handelsgesellschaft Mitte des darauf folgenden Jahrzehnts führte. Wirtschaftlich ging es ihm aber nicht schlecht, er hatte weiterhin Besitz und trieb Handel. Ein sorgenfreies Lebensende wurde ihm durch erbrechtliche Zerwürfnisse mit dem Mann seiner Tochter verwehrt, in Verlauf derer Hans starb. Seine Tochter hieß Magdalene, seine zwei Söhne Nikolaus und Hieronymus. Über den Namen seiner Ehefrau(en) gibt es unterschiedliche Angaben.
          - Magdalene wurde von dem Zittauer Kaufmann Lasla Eisersdorf, der nach Breslau eingewandert war, „entführt“. Ihr Vater Hans enterbte sie daraufhin, versäumte aber, „das neue Testament im Landbuch oder beim Königlichen Register des Fürstentums Breslau eintragen zu lassen“. Durch die höchstwahrscheinlich im Jahr 1532 begonnenen Prozesse wurden Eisersdorf „ein Drittel der Güter“ zugestanden. Magdalene war in zweiter Ehe mit Augustin Gränitz verheiratet.
          - Hieronymus († 1545), Magdalenes Bruder, engagierte sich sehr gegen den Entführer seiner Schwester. Durch die Prozesse aber auch durch Bürgschaften für das insolvente Haus seiner Frau verschuldet und krank geworden, verstarb er verhältnismäßig früh. Seine Ehefrau hieß Barbara Sauermann.
          - Nikolaus († 1552) heiratete Katharina Becherer, Tochter des von Görlitz nach Breslau eingewanderten Handelsmannes Andreas Becherer, der in finanzielle Schwierigkeiten geriet, und Ottilie von Schilling. Wie sein Bruder Hieronymus verlor er durch Bürgschaften wegen der Verschuldung seines Schwiegervaters und durch die Prozesskosten im Zusammenhang mit Eisersdorf seinen gesamten Besitz. Trotzdem hatte er zahlreiche Nachkommen Friedrich, Katharina, Nikolaus, Hans, Anna, Ottilie und Magdalene.

      - Nikolaus, ein Sohn Hans des Älteren und Hedwig Ungeraten, ist eine in der Literatur vielfach behandelte Persönlichkeit. Er sei ein kräftiger Mann gewesen, der viel reiste und oft auf Ritterturnieren teilnahm.
      - Hans d. Ä. Tochter Katharina war in erster Ehe mit Hans Hesse und in zweiter Ehe mit Lukas Eisenreich verheiratet. Katharina und Eisenreich sind mit ihren 11 Kindern auf einem Epitaph in der Breslauer Elisabethkirche verewigt.[4]

    - Martha († nach 1468), Hans d. Ä. Schwester, heiratete Kaspar Rothe (auch Rotichen), dessen Familie an der Handelsgesellschaft beteiligt war. Auch ihre Nachkommen beteiligten sich daran.

  - Paul († 1441–1454), Sohn Caspars und Bruder Niclas’ († 1428) heiratete Margarethe Heseler von Waldau, eine Tochter Markus’ Heseler von Waldau († vor 11. Juli 1408). Wie sein Bruder, war Paul Ratsherr in Liegnitz und blieb dort Zeit seines Lebens. Er hatte sechs Kinder* Martha, Paul, Nickel, Salome, Barbara und Andreas.
    - Martha, Paul, Nickel und Salome blieben offenbar unverheiratet in Liegnitz. Als letzte von ihnen und damit auch das letzte Familienmitglied Poppelau in Liegnitz, starb Salome im Jahr 1474.
    - Barbara heiratete den Breslauer Kaufmann und Schöffen (1439) Vinzenz Scholz.
    - Andreas († 1465 oder 1473) zog nach Breslau und hatte einige Nachkommen. Er etablierte sich als Kaufmann in Breslau Ende der 1440er Jahre. Hans der Ältere (aus der ersten Linie) bestimmte Andreas zum Mitvormund seiner Kinder und zum Mitbesitzer des Greifenhauses. Nach Hans’ Tod im Jahr 1455 besaß Andreas es möglicherweise alleine. Es wurde 1460 an Albrecht Scheuerlin verkauft. Andreas heiratete Hedwig Gossinger († 1465), Tochter Martin Gossingers und der Katharina Lorberer aus Prag. Hedwig empfing eine Morgengabe von „200 MK“. Der Ehe entstammten Markus, Andreas, Stenzel und Apollonia.
      - Markus († 1506) übernahm nach 1465 die Leitung der Handelsgesellschaft. Auf einer Geschäftsreise wurde er bei Schweidnitz gemeinsam mit sieben Breslauer Kaufleuten, einer davon sein Vetter Caspar († 1499), überfallen. Über Brandenburg wurden sie für einige Zeit ins Schloss Stavenow bei Lübeck verschleppt. Nach Caspars Tod übernahm Markus die Leitung des Unternehmens. Er machte gute Arbeit, doch nach seinem Tod zerfiel die Handelsgesellschaft. Eine Ehe ist nicht überliefert.
      - Stenzel beteiligte sich zwar am Familienunternehmen, allerdings eher unauffällig und nur bis 1473. Er war verheiratet mit Margarethe von Bank, der Tochter Hans’ von Bank und Ursula von Frankenstein.
      - Andreas arbeitete in der Handelsgesellschaft häufig mit seinem Bruder Markus zusammen, Andreas war außerdem selbstständiger Tuchhändler. Er war verheiratet mit Katharina Knowfels (auch Kneufel), Tochter eines Andreas Knowfels. Der Ehe entstammten fünf Kinder* Prisca, Anna, Apollonia, Hedwig und Markus.
      - Seine Schwester Apollonia heiratete Hans Scholz, Sohn des Ratsherren und Kaufmanns Nikolaus Scholz († 5. Dezember 1464).

## Besitzungen
Besitztümer des Geschlechts waren bis Ende des 16. Jahrhunderts Nimkau, Saabor, Marschwitz, Stabelwitz, Barottwitz, Pollogwitz, Zaumgarten und die Hälfte von Klettendorf. Die Besitzungen lagen sämtlich im Weichbild Breslau.

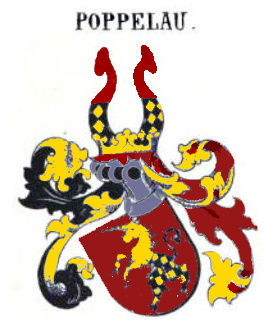
Wappen des Geschlechts von Poppelau (nach Beschreibung eingefärbte Schwarz-Weiß-Vorlage)

## Wappen
Das Wappen zeigt in rot ein (heraldisch) rechts aufspringendes Einhorn. Das Einhorn ist oben gold und unten schwarz-gold geschacht. Kleinod: zwei Hörner, welche oben rot und unten schwarz-gold geschacht sind. Decken: rot-golden (links) und schwarz-golden (rechts).